# Скотт Баррон (тенісист)
Скотт Баррон (нар. 27 серпня 1974) — колишній ірландський тенісист.
Найвищу одиночну позицію світового рейтингу — 263 місце досяг 19 березня 2001, парну — 390 місце — 1 грудня 1997 року.

## Титули Туру в одиночному розряді – всі рівні (2–3)
| Легенда (Одиночний розряд) |
| Великий шлем (0–0)         |
| Tennis Masters Cup (0–0)   |
| Серія Мастерс ATP (0–0)    |
| Тур ATP (0–0)              |
| Челленджери (0–0)          |
| Ф'ючерси (2–3)             |

| Результат | Ранг | Дата            | Турнір                                          | Покриття | Суперник у фіналі | Рахунок       |
| Перемога  | 1.   | 20 березня 2000 | Сірако, Японія                                  | Трава    | Мартін Громець    | 7–6, 6–4      |
| Поразка   | 1.   | 15 травня 2000  | Швац, Австрія                                   | Килим    | Крістіан Плесс    | 3–6, 5–7      |
| Поразка   | 2.   | 12 червня 2000  | Берклі, Сполучені Штати Америки                 | Тверде   | Алекс Кім         | 3–6, 5–7      |
| Поразка   | 3.   | 19 червня 2000  | Реддінґ, Сполучені Штати Америки                | Тверде   | Зак Флейшман      | 4–6, 3–6      |
| Перемога  | 2.   | 30 жовтня 2000  | Гаттісбург (Міссісіпі), Сполучені Штати Америки | Тверде   | Дмитро Турсунов   | 6–7, 7–6, 6–3 |